# Cultura di Cortaillod

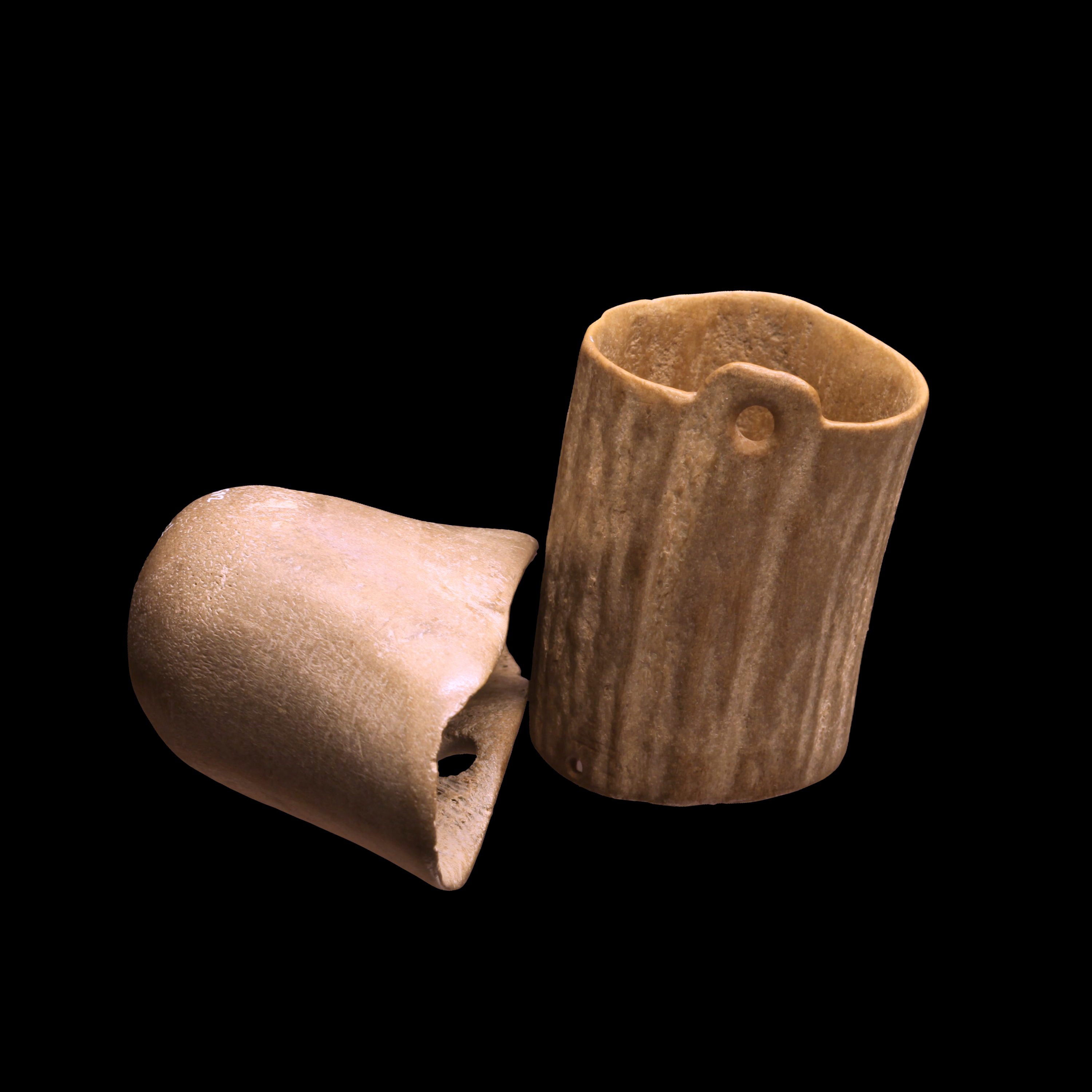
Coppa realizzata da corna di cervo

La cultura di Cortaillod è una delle numerose culture archeologiche del periodo neolitico in Svizzera.

## Descrizione
La cultura di Cortaillod è stata attestata nella Svizzera occidentale, con centro nella regione del lago di Neuchâtel, ed è collocabile tra il 4500 e il 3500 a.C.
È divisibile in tre fasi di sviluppo:
- Cortaillod antico
- Cortaillod classico
- Cortaillod tardo

Tale cultura rivela numerosi elementi mutuati dalla cultura di Chassey, diffusa nella Francia meridionale. Il termine designa inoltre coevi caratteri culturali rilevati nel Vallese e nella Svizzera centrale, che pur presentando affinità con la cultura di Cortaillod della Svizzera occidentale sono però riconducibili a basi autonome - nella Svizzera centrale ad esempio alla cultura di Egolzwil.